# Fluvoxamine
La fluvoxamine (Floxyfral) est un médicament antidépresseur qui traite les épisodes dépressifs majeurs (c'est-à-dire caractérisés) chez l'adulte de plus de 18 ans et les troubles obsessionnels compulsifs (TOC) chez l’enfant de plus de 8 ans et l’adolescent. C'est un inhibiteur sélectif de la recapture de la sérotonine.
Ses effets secondaires sont : constipation, céphalées, angoisse, irritation, problèmes sexuels, bouche sèche, des problèmes de sommeil et un risque suicidaire en début de traitement par levée de l'inhibition psychomotrice. Mais ils semblent nettement plus faibles qu'avec les autres ISRS (voir plus bas).
Il ne faut pas consommer de drogues, y compris l'alcool, le café et le tabac, durant la prise de ce médicament et sa prescription est déconseillée aux femmes enceintes et aux jeunes de moins de dix-huit ans.
Il peut causer aussi des crises maniaques à l'origine de comportement agressif, violent. Le dosage doit être prescrit par un médecin.
Dans le cas où il existe des dysfonctions sexuelles (désir sexuel hypoactif, anorgasmie, trouble de l'excitation...) antérieures à l'apparition d'un état dépressif, une utilisation de la fluvoxamine devra impérativement être évitée.
Son effet multiplicateur de l'effet de la caféine sur le corps humain serait d'environ 5 et pourrait provoquer des troubles graves allant jusqu'à l'arrêt cardiaque, car c'est un puissant inhibiteur du cytochrome P450-1A2 qui oxyde la caféine pour la rendre inactive. La fluvoxamine inhibe également les sous-unités suivantes du CYP450 : 2C9, 2D6, 2B6, 2C19 et 3A4. Donc, les interactions avec les médicaments sont nombreuses. Utiliser prudemment les médicaments tels que le diazépam, clonazépam, les AINS et certains antidiabétiques avec celui-ci. Les associations avec l'olanzapine, l'imipramine, l'halopéridol, la clomipramine et le tamoxifen sont fortement contre-indiquées (augmentation d'un facteur 2 à 4 des concentrations plasmatiques de ceux-ci).
La fluvoxamine peut avoir un effet sédatif (très modeste) du fait de la présence du composé halogéné trifluoro sur le cycle aromatique.

## Efficacité
La fluvoxamine a été testée en combinaison avec de l'amitriptyline en milieu ambulatoire comme traitement contre la dépression majeure par une étude de faible envergure et peu significative.
Le profil de tolérance semble assez supérieur aux autres ISRS, malgré son ancienneté. En effet, son affinité pour les récepteurs sérotoninergiques est la plus faible, comparée aux autres ISRS (Ki très élevé).
Profil d'affinité :  
| récepteur       | Ki (nM) |
| --------------- | ------- |
| SERT            | 11      |
| NET             | 1119    |
| 5-HT2C          | 5786    |
| α1-adrénergique | 1288    |
| σ1              | 36      |

Son affinité pour les récepteurs histaminergiques muscariniques est quasi nulle. C'est donc une bonne molécule pour les dépressions modérées et pour les personnes sensibles aux autres ISRS, ainsi que pour les personnes âgées. D'ailleurs plusieurs études vont dans ce sens. Les processus cognitifs et le comportement ne sont que rarement altérés (agressivité, agitation, anxiété), comparés aux ISRS plus récents. Le gain de poids est faible et souvent nul. De plus les troubles du sommeils sont nettement moins fréquents ; il se pourrait même que la fluvoxamine améliore le sommeil dans certains cas. Les symptômes de sevrage sont faibles à modérés même en cas d’arrêt brutal. Enfin il semble que cette molécule cause moins de dysfonctions sexuelles, mais des études montrent que cet avantage est modeste. L'inconvénient majeur de la fluvoxamine est le nombre important d’interactions avec d'autres molécules.
En octobre 2021, l'essai randomisé en double aveugle TOGETHER, mené au Brésil, a rapporté qu'un traitement précoce de malades testés positifs au coronavirus 2019 diminue leur risque d'hospitalisation ou d'admission aux urgences, ainsi que le risque de décès. Le détail du mécanisme d'action de la molécule contre la COVID-19 est toutefois l'objet de débats. Certains spécialistes avancent la possibilité selon laquelle les propriétés FIASMA (Functional Inhibitor of Acid Sphingomyelinase) de la molécule agiraient à la fois sur le virus et l'inflammation par leur capacité de régulation des céramides.